# Landgericht Wiesentheid
Das Landgericht Wiesentheid war ein von 1808 bis 1810 und von 1853 bis 1879 bestehendes bayerisches Landgericht älterer Ordnung mit Sitz in Wiesentheid im heutigen Landkreis Kitzingen. Die Landgerichte waren im Königreich Bayern Gerichts- und Verwaltungsbehörden, die 1862 in administrativer Hinsicht von den Bezirksämtern und 1879 in juristischer Hinsicht von den Amtsgerichten abgelöst wurden.

## Geschichte
Im Zuge der Mediatisierung der bisher reichsunmittelbaren Herrschaftsgebiete, wurde die Grafschaft Wiesentheid der Herren von Schönborn 1806 aufgelöst und dem Landgericht Marktsteft im Rezatkreis zugeschlagen. Zwischen 1808 und 1810 wurde allerdings für kurze Zeit ein Landgericht Wiesentheid mit Sitz im Marktort errichtet. Es umfasste zu diesem Zeitpunkt nur sehr wenige Ortschaften, die sich um Wiesentheid, Castell und Markt Einersheim gruppierten.
Obwohl die Grafen von Schönborn keine weltliche Macht über ihre ehemaligen Untertanen ausübten, behielten sie das Recht, kleinere Vergehen ahnden zu können. Die sogenannte Patrimonialgerichtsbarkeit hatte ihren Sitz in Wiesentheid und bestand bis 1846 als Gericht 2. Klasse. 1846 wurde es zu einem Patrimonialgericht 1. Klasse aufgewertet, bevor die Vorrechte im Jahr 1848 endgültig beseitigt wurden und die Gerichte aufgelöst wurden.
Im Jahr 1835 begann die Diskussion, in Wiesentheid wiederum ein Landgericht älterer Ordnung zu installieren. Hierzu trennte man mehrere Gemeinden aus dem bereits bestehenden Landgericht Gerolzhofen heraus. Am 1. Juli 1853 konnte das Landgericht Wiesentheid seine Amtstätigkeit aufnehmen. Im Jahr 1862 wurde das Landgericht als Verwaltungsbehörde aufgelöst, die Gemeinden kamen an das erweiterte und umgewandelte Bezirksamt Kitzingen. Fortan war das Landgericht in Wiesentheid nur noch gerichtlich für die Orte zuständig.
Mit Inkrafttreten des Gerichtsverfassungsgesetzes am 1. Oktober 1879 wurde das Amtsgericht Wiesentheid errichtet, dessen Sprengel aus den Gemeinden Abtswind, Altenschönbach, Atzhausen, Castell, Ebersbrunn, Feuerbach, Geesdorf, Greuth, Kirchschönbach, Neuses am Sand, Prichsenstadt, Rehweiler, Rüdenhausen, Siegendorf, Untersambach, Wiesentheid und Wüstenfelden des bisherigen Landgerichtsbezirks Wiesentheid gebildet wurde.